# Phan Như Hải
Phan Như Hải (sinh 1954) là đại biểu Quốc hội Việt Nam khóa X. Ông thuộc đoàn đại biểu Bình Định.
Tên thường gọi: Phan Như Hải
Ngày sinh: 10/10/1954
Giới tính: Nam
Dân tộc: Kinh
Tôn giáo: Không
Quê quán: Xã Mỹ Tài, huyện Phù Mỹ, Bình Định
Trình độ chuyên môn: Đại học Tài chính - Kế toán
Nghề nghiệp, chức vụ: Phó Giám đốc Sở Lao động - Thương binh và Xã hội, Phó Giám đốc Sở Lao động - Thương binh và Xã hội tỉnh Bình Định
Nơi làm việc: Sở Lao động - Thương binh và Xã hội tỉnh Bình Định
Nơi ứng cử: Bình Định
Đại biểu Quốc hội khoá: X
Đại biểu chuyên trách: Không
Đại biểu Hội đồng Nhân dân: Không